# Якимчук, Ульян Агафонович
Ульян Агафонович Якимчук (21.06.1919, Сумская область — 15.08.1988) — рабочий Змиёвской ГРЭС имени Г. М. Кржижановского, Харьковская область, Герой Социалистического Труда.

## Биография
Родился 21 июня 1919 года в Сумской области. Украинец. В 1935 году окончил школу, затем — Артёмовский электротехникум. До войны работал электротехником в городе Артёмовск Донецкой области.
В 1941 году вместе с заводом эвакуировался на Урал, где налаживал заводы по производству оборонной продукции. Был награждён медалью «За доблестный труд в Великой Отечественной войне 1941—1945 гг.».
С 1946 года работал в Польше. В 1949—1954 годах работал монтажником-высотником, а затем мастером Сенгилеевской ГЭС в Ставропольском крае.
В 1956 году У. А. Якимчук был переведен на строительство Змиёвской ГРЭС в Харьковской области. Сначала работал мастером, затем прорабом и начальником участка.
Указом Президиума Верховного Совета СССР от 20 апреля 1971 года за особые заслуги в выполнении заданий пятилетнего плана по развитию энергетики государства, Якимчуку Ульяну Агафоновичу присвоено звание Героя Социалистического Труда с вручением ордена Ленина и золотой медали «Серп и Молот».
После выхода на заслуженный отдых долгое время работал егерем Задонецкого лесничества. Умер 15 августа 1988 года.
Награждён орденом Ленина, медалью «За доблестный труд в Великой Отечественной войне 1941—1945 гг.», другими медалями.